# After: После срећног краја
After: После срећног краја (енгл. After Ever Happy) — амерички љубавни филм из 2022. године, у режији Кастил Ландон, по сценарију Шерон Собојл. Темељи се на истоименом роману Ане Тод. Четврти је део филмског серијала After, као и наставак филма : После пада из 2021. године. Главне улоге глуме Џозефина Лангфорд и Хиро Фајнс Тифин.
Премијерно је приказан 10. августа 2022. у Лондону, док је 7. септембра пуштен у биоскопе у САД, односно 25. августа у Србији. Наставак, After: Финале, биће приказан у септембру 2023. године.

## Радња
Док се појављује шокантна истина о породицама пара, двоје љубавника откривају да се не разликују толико једно од другог. Теса више није она слатка, једноставна, добра девојка каква је била када је упознала Хардина — као што је он окрутни, ћудљиви дечко у ког се она заљубила.

## Улоге
| Глумац            | Улога          |
| ----------------- | -------------- |
| Џозефина Лангфорд | Теса Јанг      |
| Хиро Фајнс Тифин  | Хардин Скот    |
| Чанс Пердомо      | Ландон Гибсон  |
| Луиза Ломбард     | Триш Данијелс  |
| Кијана Мадеира    | Нора           |
| Картер Џенкинс    | Роберт         |
| Аријел Кебел      | Кимберли       |
| Стивен Мојер      | Кристијан Ванс |
| Мира Сорвино      | Керол Јанг     |
| Роб Естес         | Кен Скот       |
| Франсес Тернер    | Карен Скот     |